# 賜死
賜死，即賜自盡，是古代統治者以命令逼被統治者自殺的行為；相較於刑戮而處決，通常是為了讓被賜死者能保有最後的尊嚴。多出現於中國、日本、朝鮮、希臘和羅馬。
在統治者有絕對威權的古代，世間萬物，包含人的生命，皆被視為統治者的財產，因此連“賜死”這種相對較有尊嚴的死亡方式都被認為是統治者施予的恩典。事實上，這種命令通常也不得不遵守：若不就範，面對的可能是更嚴厲的酷刑或滿門抄斬。不過歐洲中世紀一些地方統治者執行的賜死，多為一般所說的死刑，雖然稱為統治者給予人民的恩賜，實際上卻是由劊子手或士兵執行。

## 種類
歷史上常見的賜死方法有：
- 給予被賜死者白綾（白色的長布條），令其自縊。
- 給予被賜死者毒藥，令其自鴆。
- 給予被賜死者寶劍，令其自刎。
  - 令其切腹自殺，日本為最主要的採用地區，尤其對武士。

## 被賜死的歷史名人
（各分類中依時代先後排序）
| - 长孙无忌 - 太平公主 - 楊貴妃 - 张邦昌 - 周延儒 - 鄭克臧 - 和珅 - 年羹堯 - 载垣 - 端华 - 载勋 | - 蘇格拉底 - 呂不韋 - 贾南风 - 高长恭 - 李煜 - 岳飛 - 曹銳 - 趙光祖 - 隆美爾 | - 伍子胥 - 文種 - 白起 - 扶蘇 - 蒙恬 - 秦二世 - 塞內卡 |